# Polineuropatia alcoólica
A polineuropatia alcoólica é observada em adultos, principalmente após os 40 anos de idade, sendo mais comum (cerca de três  a quatro vezes a mais) no homem. É a complicação de um alcoolismo grave e crônico, quaisquer que sejam as modalidades (tequila, uísque, vinho, cerveja, etc).
Em nosso meio, está freqüentemente associada à desnutrição e ao desequilíbrio do regime, com uma ingestão hidrocarbonada excessiva diante de uma ração protéica reduzida.
Além das razões sócio-econômicas, a alteração nutricional pode depender de fatores associados: defeitos graves de dentição, antecedentes de gastrectomia, gastrite alcoólica, etc.
No entanto, também os pacientes que fazem uso de bebidas destiladas finas podem desenvolver polineuropatia alcoólica, sem aparente participação da condição carencial. Persiste,  no entanto, a controvérsia de se o álcool seria uma neurotoxina, ou se o alcoolismo crônico meramente acarretaria  privação vitamínica, portanto um processo carencial. Os pacientes alcoólatras  com maior tempo de abuso de álcool  apresentam atrofia de fibras musculares  de tipo II, com maior incidência de NP. Assim, parece haver associação do fator tóxico à desnutrição, havendo carência de tiamina. Resumindo, há 4 fatores relacionados com PN etílico-carencial:
1. Redução da ingestão de vitaminas (desinteresse do alcoólatra de alimentar-se corretamente).
2. Má absorção devido à ação lesional do álcool sobre o pâncreas.
3. Aumento da necessidade de tiamina
4. Interferência do álcool  no intestino ou no sangue no processo de absorção da tiamina.

## Quadro clínico
As queixas mais típicas são fraqueza, dor e parestesias nas mãos e especialmente nos pés.  Esses sintomas são  rapidamente seguidos por paresia dos membros inferiores, com o pé caído e ataxia de marcha.
De maneira geral, os sintomas têm início insidioso, caracterizado por um longo período de fatigabilidade durante a marcha, câimbras e dores noturnas. Constatada no alcoólatra crônico, cujo estado nutricional é desfavorável, essas alterações devem chamar a atenção, pois correspondem à fase bioquímica da doença e são acentuadamente reversíveis sob a influência do tratamento.
Há o desenvolvimento  concomitante de sinais motores e sensoriais anormais.
O déficit motor limita-se freqüentemente aos membros inferiores. É distal, bilateral, simétrico e predomina sobre a parte ântero-lateral da perna. Manifesta-se por um movimento arrastado nas escadas e depois por marcha escarvante.
Ao exame, a fraqueza e o consumo musculares geralmente são mais proeminentes na porção distal, afetando mais as pernas do que os braços e nunca estes últimos  exclusivamente. Além disso, os extensores são mais afetados do que os flexores. A fraqueza pode ser tão intensa a ponto de surgirem contraturas nos tornozelos e nos joelhos.
A participação de fibras sensitivas é responsável por dores superficiais e profundas. Evidencia-se uma hipoestesia superficial distal a diversas estimulações como a sensibilidade vibratória e cinestésica e, aumento do limiar doloroso que contrastam  com uma hipersensibilidade de atrito à pele e à compressão de massas musculares.  Os pacientes  podem referir dor em queimação, sensação de calor nas superfícies plantares dos pés e uma dor lacerante nas panturrilhas.
Os reflexos tendinosos profundos geralmente estão ausentes ou diminuídos seguindo um padrão distal-proximal. Até mesmo os pacientes assintomáticos apresentam, com freqüência, uma leve perda de sensibilidade nos pés e arreflexia no tendão calcâneo.
Nos casos extremos, pode haver neurite óptica, paresia dos músculos oculares, faciais, palatais e faríngeos, e paralisia dos esfíncteres urinário e retal.

## Fisiopatologia
Os achados histopatológicos clássicos na polineuropatia alcoólica são a degeneração e a desmielinização. Nos estudos histológicos de nervo periférico, verifica-se degeneração axonal distal, havendo com o tempo redução da densidade de fibras. A desmielinização encontrada é secundária a degeneração axonal.
Esta afecção produz degeneração axonal comprometendo predominantemente as pequenas fibras que transportam estímulos álgicos e térmicos na parte distal dos membros inferiores. Como a velocidade de condução nervosa depende da integridade das fibras periféricas maiores, que transportam a sensação tactil, este exame pode permanecer relativamente normal nas fases iniciais de polineuropatia.

## Tratamento
O tratamento da polineuropatia etílico-carencial baseia-se principalmente na retirada  do agente determinante, o álcool etílico; e a correção das desordens nutricionais.
A fisioterapia e a utilização de métodos terapêuticos de reeducação motora contribuem para limitar as seqüelas, impedindo o desenvolvimento de alterações tróficas e retrações.
- Neuropatia alcoólica Tratamento